# توماس بولزیکو
توماس بولزیکو (انگلیسی: Tomás Bolzicco؛ زادهٔ ۲۹ نوامبر ۱۹۹۴) بازیکن فوتبال اهل آرژانتین است.